# Federació d'Escoltisme a Espanya
La Federació d'Escoltisme a Espanya nom oficial Federación de Escultismo en España, és una federació de diverses associacions i federacions escoltes de l'Estat espanyol. La FEE és l'organització escolta reconeguda per l'Organització Mundial del Moviment Escolta que representa l'escoltisme de l'Estat espanyol a les instàncies estatutàries de l'escoltisme mundial i de la seva Regió Europea.

## Antecedents i trajectòria
El 1922 l'ASDE Asociación de Exploradores de España (Boy-Scouts Españoles) com membre fundador de la 2a Conferència Internacional d'Escoltisme, va obtenir el reconeixement oficial per representar l'escoltisme espanyol a les instàncies de l'escoltisme mundial (l'Organització Mundial d'Escoltisme, creada el mateix any).
En 1940, a conseqüència de la Guerra Civil Espanyola i el franquisme, el Moviment Scout Internacional es va suspendre el reconeixement oficial de l'escoltisme de l'Estat espanyol.
Tot i que va haver-hi contactes i visites de responsables no serà fins al 1978 que l'Organització Mundial del Moviment Escolta i l'Associació Mundial de Noies Guies i Noies Escoltes reconeixeran oficialment la Federación Escultismo en España FEE. com a membre de ple dret de les instàncies internacionals d'escoltisme i guiatge.
Amb el reconeixement internacional culminava un treball d'anys constant portat a terme per les diverses associacions d'escoltisme l'Estat i que perfilà emprendre una acció conjunta que finalment es concretà en la creació de FEE. Iniciativa vista amb interès per l'organització mundial escolta, amb un especial protagonisme de l'escoltisme europeu que facilità l'entesa entre les diverses posicions i realitats que s'anaven creant en els últims quinze anys de franquisme. L'acord es va aconseguir a Kandersteg (Suïssa) cap a l'any 1974 per part de representants del MSC i l'escoltisme català, Jordi Bonet, el representant dels Scouts de España, Malo de Molina, amb la mediació del president de l'escoltisme europeu. L'acord era la creació d'una federació instrumental, la FEE exclusivament per obtenir el reconeixement oficial i representar-los a les instàncies mundials i europees. La FEE participà com observador a les Conferències Europea i Mundials, per entra el 1975 com a membre d'Escoltisme Europeu i finalment obtingué el reconeixement ple l'any 1978. L'acte corresponent de lliurament del diploma corresponent se celebrà a Madrid al Ministeri de Cultura.

### Membres
En 1978, els membres eren Scouts d'Espanya, el Moviment Scout Catòlic, i l'Associació Catalana d'Escoltisme' ACDE, que incloïa la doble pertinència de la seva associació Minyons Escoltes, ACDE i MSC.
Durant aquests trenta anys hi ha hagut canvis de denominacions, desaparicions i fusió d'associacions. Un fet rellevant és que l'any 2000 la Federació Catalana d'Escoltisme i Guiatge FCEG (que va substituir l'ACDE l'any 1978), va ser reconeguda oficialment com a membre de ple dret de l'escoltisme català, deslligat de la resta d'associacions de l'Estat espanyol a les organitzacions mundials d'escoltisme i guiatge. Aquest fet que el va fer canviar d'estatus al si de la FEE com s'explica a continuació.
Els membres actuals de la FEE són:
Membres titulars: 
- el Moviment Scout Catòlic (catòlic, mixt)
- la Federació d'Associacions de Scouts d'Espanya (interreligiós, mixt),

Membre associat:
- La Federació Catalana d'Escoltisme i Guiatge

## Organització
La presidència de la FEE és rotatòria i inclou els càrrecs de Secretari General i Comissari Internacional, com a màxims representants de l'associació. Amb unes reunions periòdiques a Madrid, Saragossa i Barcelona, a les que assisteixen tres representants per associació.